# Uplink
Engelske Introversion står bag spillet, som udkom 1. oktober 2001 til Linux og Windows. Den 23. august 2006 blev spillet tilgængeligt gennem Steam, og den 24. marts 2011 blev spillet også tilgængeligt gennem Ubuntu Software Center.

## Plot
Uplink er et computerspil, hvor du spiller som en Uplink agent der lever af at udføre arbejde for store virksomheder. Dine opgaver er primært at hacke dig ind i konkurrenters computersystemer for at stjæle deres forretningshemmeligheder, sabotere deres systemer, foretage pengeafpresning, slette beviser, eller plante beviser mod uskyldige mennesker.
Du bruger de penge du tjener på at opgradere dine computersystemer, og købe ny software og værktøjer. Når du stiger i niveau vil du finde sværere og farligere opgaver som dog også giver flere penge. Yderligere kan du sætte dine penge i aktier i et fuldt fungerende aktiemarked, og være med til at påvirke det ved hjælp af dit arbejde. Du kan ændre i folks uddannelsespapirer og/eller straffeattest. Du kan flytte penge fra fremmende bankkonti til din egen konto. Du kan endda være med til at konstruere den mest dødlige computervirus nogensinde.